# Beatriz Rico
Beatriz Juarros Rico, más conocida como Beatriz Rico (Avilés, Asturias, 25 de febrero de 1970), es una actriz y escritora española.

## Biografía
Pasó la mayor parte de su juventud en Gijón, ciudad en la que estudió bachillerato en el Real Instituto Jovellanos. Con 19 años se trasladó a Madrid para estudiar arte dramático y ballet. Ha hecho trabajos en cine, televisión, teatro, como cantante y modelo fotográfico.
Su debut ante las cámaras se produjo con solo 21 años en 1991 como azafata del concurso El precio justo, que Joaquín Prat presentaba en Televisión Española. Su espontaneidad ante la cámara, hizo que en 1992 fuese contratada por Telecinco, como presentadora de programas infantiles. Entre 1992 y 1994 estuvo al frente del espacio dedicado a los más pequeños Telebuten.
En mayo de 2011 recibió el premio Compromiso Cine Español.
En el año 2012 empezó gira con su primer monólogo Mejor viuda que mal casada y desde 2017 comenzó con su segundo monólogo Antes muerta que convicta, con el que continúa de gira en la actualidad después de hacer temporada en Madrid. Desde 2013 actúa con su banda de versiones de rock "Rico & Roll", con la que ha sacado el disco Sueños que no caducan. El sencillo Dámelo ha llegado a estar en los primeros puestos de ventas.
En la última semana de marzo de 2013, fue portada de la revista Interviú, aunque nunca llegó a posar desnuda.
En 2013 es protagonista en el cortometraje sobre el cáncer de mama La teta que os falta de César Ríos, premiado en decenas de festivales por todo el mundo, incluido el Premio a la Mejor Actriz en el VIII Festival Internacional de Cine Solidario de Castilla-La Mancha.
En octubre de 2013 fue nombrada Socia de Honor de la asociación Defensa Animal Región de Murcia (DARMUR), por su colaboración contra el maltrato animal.
En abril de 2014 recibió el premio Celebridad del Año Amiga de los Animales, otorgado por AnimaNaturalis.
La película Las hijas de Danao estrenada en el Festival de Málaga Cine en Español en 2014, ha recibido multitud de premios: en II Florida Movie Fest (Casselberry, mayo de 2015), así como en Hudson, Bombay y Yakarta. En enero de 2017 resulta ganadora del Premio a Mejor Actriz Nacional por Las hijas de Danao en el I Festival de cine de autor y cine independiente de Mallorca.. También recibe el Premio a Mejor Actriz en el Fed Fest Film Festival de Los Ángeles (2019). Recientemente ha participado en la última película de Álvaro Fernández Armero, Si yo fuera rico (2019).
Es miembro de la plataforma de Mujeres artistas contra la Violencia de Género, presidida por Cristina del Valle, activista animalista y pro-Sáhara, además de ser conocida su implicación en causas humanitarias como Médicos Sin Fronteras, Cáritas, Greenpeace, Fundación Josep Carreras contra la Leucemia, Agua Pura y Libertad para Palestina. En el año 2010 acudió en Bruselas al Parlamento para luchar por los Derechos del pueblo palestino. También es Socia de honor de PACMA y embajadora de la fundación Orange para niños con autismo.

## Trayectoria

### Cine
| Título                                     | Año  | País               | Director                           |
| ------------------------------------------ | ---- | ------------------ | ---------------------------------- |
| Hermana, pero ¿qué has hecho?              | 1995 | Bandera de España  | Pedro Masó                         |
| Los hombres siempre mienten                | 1995 | Bandera de España  | Antonio del Real                   |
| Istanbul kanatlarimin altinda              | 1996 | Bandera de Turquía | Mustafa Altioklar                  |
| Palace                                     | 1996 | Bandera de España  | Joan Gràcia, Paco Mir, Carles Sans |
| Pesadilla para un rico                     | 1996 | Bandera de España  | Fernando Fernán Gómez              |
| Corazón loco                               | 1997 | Bandera de España  | Antonio del Real                   |
| Simpatici e antipatici                     | 1998 | Bandera de Italia  | Christian De Sica                  |
| Cuando el mundo se acabe te seguiré amando | 1998 | Bandera de España  | Pilar Sueiro                       |
| Quince                                     | 1998 | Bandera de España  | Francisco Rodríguez Gordillo       |
| Lázaro de Tormes                           | 2000 | Bandera de España  | Fernando Fernán Gómez              |
| Esta noche, no                             | 2001 | Bandera de España  | Álvaro Sáenz de Heredia            |
| Historia de un beso                        | 2002 | Bandera de España  | José Luis Garci                    |
| Atraco a las 3 y media                     | 2003 | Bandera de España  | Raúl Marchand                      |
| Tiovivo c. 1950                            | 2004 | Bandera de España  | José Luis Garci                    |
| Un día sin fin                             | 2004 | Bandera de Italia  | Guido Manfredonia                  |
| El desenlace                               | 2005 | Bandera de España  | Juan Pinzás                        |
| Cenizas del cielo                          | 2008 | Bandera de España  | José Antonio Quirós                |
| Radio Love                                 | 2009 | Bandera de España  | Leonardo de Armas                  |
| Abrázame                                   | 2011 | Bandera de España  | Óscar Parra de Carrizosa           |
| El Clan                                    | 2013 | Bandera de España  | Jaime Falero                       |
| Las hijas de Danao                         | 2014 | Bandera de España  | Fran Kapilla                       |
| Fuera de Foco                              | 2015 | Bandera de España  | José Manuel Montes, Esteban Ciudad |
| El Manuscrito Vindel                       | 2016 | Bandera de España  | José Manuel Fernández-Jardón       |
| Si yo fuera rico                           | 2019 | Bandera de España  | Álvaro Fernández Armero            |

### Televisión

#### Series
| Año       | Título                         | Cadena    | Personaje       | Episodios    |
| --------- | ------------------------------ | --------- | --------------- | ------------ |
| 1996      | Carmen y familia               | La 1      | Sole            | 16 episodios |
| 1998-1999 | A las once en casa             | La 1      | Julia           | 37 episodios |
| 2000      | Jacinto Durante, representante | La 1      |                 | 1 episodio   |
| 2000-2001 | Abierto 24 horas               | Antena 3  | Cris            | 34 episodios |
| 2001      | 7 vidas                        | Telecinco | Sara            | 1 episodio   |
| 2002-2004 | Un paso adelante               | Antena 3  | Diana de Miguel | 58 episodios |
| 2006      | Ellas y el sexo débil          | Antena 3  | Laura           | 4 episodios  |
| 2007      | Manolo y Benito Corporeision   | Antena 3  | Laurita         | 2 episodios  |
| 2013      | La que se avecina              | Telecinco | Verónica "Vero" | 1 episodio   |

#### Programas
- El precio Justo como Azafata.  (1990).
- Telebuten como presentadora.  (1992).
- Hugolandia como presentadora.  (1993).
- Tu cara me suena 6 como Invitada (2017).
- ¿Yo fui una mujer florero? como Entrevistada (2024).
- Supervivientes 2025 como Concursante. (2025).

### Teatro
- Don Juan Tenorio (1998).
- Momentos de mi vida (2000), de Alan Ayckbourn.
- Las señoritas de Aviñón (2001), junto a María Asquerino.
- Deseo bajo los olmos (2006).
- El viaje hacia ninguna parte (2007), de Fernando Fernán Gómez.
- Los 39 escalones (2008 y 2012).
- Las novias de Travolta (2011).
- Mejor viuda que mal casada (2011 y 2016).
- Ladridos (2013).
- Swingers (2016), de Tirso Calero.
- Qué bello es morir (2016).
- Antes muerta que convicta (2017-presente).[5]
- Palabras encadenadas (2019 y 2020), de Jordi Galceran.
- Pepa, no me des tormento (2023-presente).
- Remátame otra vez (2024 y 2025), de Alberto Papa-Fragomén y Rodrigo Sopeña.

### Música
En 2013 comienza su andadura en el mundo del rock como solista con la banda "Be Rock". Consiguieron estar en el primer puesto de ventas con su EP "Sueños que no caducan". Después de 3 años de gira la banda se convirtió en "Rico & Roll", llevan más de 300 conciertos por todo el territorio nacional, versionando clásicos del rock de todos los tiempos. Actualmente siguen en activo. 

### Literatura
En 1993 publica su primer libro Y... ¿qué les digo a mis padres? Ediciones El Papagallo.
El 20 de enero de 2021 debuta como novelista con De Miss a más sin pasar por Albacete, editada por Editorial Planeta.
El 8 de febrero de 2023 ve la luz su segunda novela Tú quédate conmigo... yo me encargo de que merezca la pena, editada por Harper Collins Ibérica.